# Zamicrodus sensilis
Zamicrodus sensilis är en stekelart som beskrevs av Henry Lorenz Viereck 1912. Zamicrodus sensilis ingår i släktet Zamicrodus och familjen bracksteklar. Inga underarter finns listade i Catalogue of Life.